# Streblocera triquetra
Streblocera triquetra är en stekelart som beskrevs av Chou 1990. Streblocera triquetra ingår i släktet Streblocera och familjen bracksteklar. Inga underarter finns listade i Catalogue of Life.